# ناتالیا باربو
ناتالیا باربو (به انگلیسی: Natalia Barbu) (زاده ۲۲ اوت ۱۹۷۹) خواننده و ترانه‌سرا اهل مولداوی است.
او در مسابقه آواز یوروویژن ۲۰۰۷ نماینده مولداوی بود. همچنین او در مسابقه آواز یوروویژن ۲۰۲۴ بار دیگر نماینده کشورش بود.